# You've Got a Friend
"You've Got a Friend" er en sang skrevet af Carole King. Den blev første gang indspillet til hendes succesrige album Tapestry fra 1971 og er senere indspillet i talrige andre versioner. Ud over Kings egen udgave er især udgaven med James Taylor, ligeledes fra 1971, blevet populær, og denne udgave nåede førstepladsen på Billboard Hot 100. Sangen modtog også en Grammy Award for årets sang i 1972 baseret på Kings og Taylors udgaver.
"You've Got a Friend" er en ballade med en tekst om, hvad det vil sige at være venner, og melodisk er den relativt simpel, hvilket har gjort, at den har appelleret til såvel professionelle musikere som amatører.
Blandt de mange øvrige kunstnere, der har indspillet sangen, kan nævnes:
- Dusty Springfield (1971)
- Michael Jackson (1971)
- Barbra Streisand (1971)
- Andy Williams (1971)
- Donny Hathaway (1972)
- Aretha Franklin (1972)
- Ella Fitzgerald (1974)
- Al Green (1987)
- The Housemartins (1987)
- The Brand New Heavies (1997)
- Jimmy Cliff (1999)
- McFly (2005)
- Billy Ray Cyrus (2007)
- Barry Manilow (2007)

| Musik | Spire Denne musikartikel er en spire som bør udbygges. Du er velkommen til at hjælpe Wikipedia ved at udvide den. |